# دينيس كينا
دينيس كينا (بالألمانية: Denis Kina)‏ هو لاعب كرة قدم ألماني في مركز ظهير، ولد في 8 نوفمبر 1992 في بيلفلد في ألمانيا. لعب مع TSV Havelse ‏.

## وصلات خارجية
- دينيس كينا على موقع قاعدة بيانات كرة القدم.إي يو (الإنجليزية)
- دينيس كينا على موقع Soccerway.com (الإنجليزية)
- دينيس كينا على موقع عالم كرة القدم.نت (الإنجليزية)